# Khenchela
Khenchela là một đô thị thuộc tỉnh Khenchela, Algérie. Dân số thời điểm năm 2002 là 87.196 người.